# Astyanax jordani
Astyanax jordani — вид променеперих риб, що мешкають у мексиканських печерах.
Сліпа печерна риба довжиною до 10 см. Самки метають ікру у випадкових місцях, тому на дні печери мають бути щілини та поглиблення, в яких клейкі ікринки будуть приховані до вилуплення мальків, щоб уникнути повного поїдання мешканцями печерного водоймища, включаючи батьків